# Lago Rotomahana
El lago Rotomahana está situado al norte de la isla Norte en Nueva Zelanda cuyas características se vieron sustancialmente modificadas por la erupción volcánica del monte Tarawera en 1886. Se encuentra a 25 km al este de la ciudad de Rotorua y junto a las montañas que le rodean conforma la caldera Ōkataina.

## Geología
El Rotomahana ocupa una superficie de 8.9 km² y un ancho máximo de 6.2 km, mientras que la mínima es de 2.8 km. Su profundidad media se sitúa en 51 m con un valor máximo de 112.4 m.
En sus orillas se encontraba la que algunos consideraron la octava maravilla natural del mundo: las Terrazas Rosas y Blancas que fueron destruidas completamente en 1886 durante la erupción del monte Tarawera, y que eran una gran atracción turística a mitad del siglo XIX en Nueva Zelanda.

## Galería

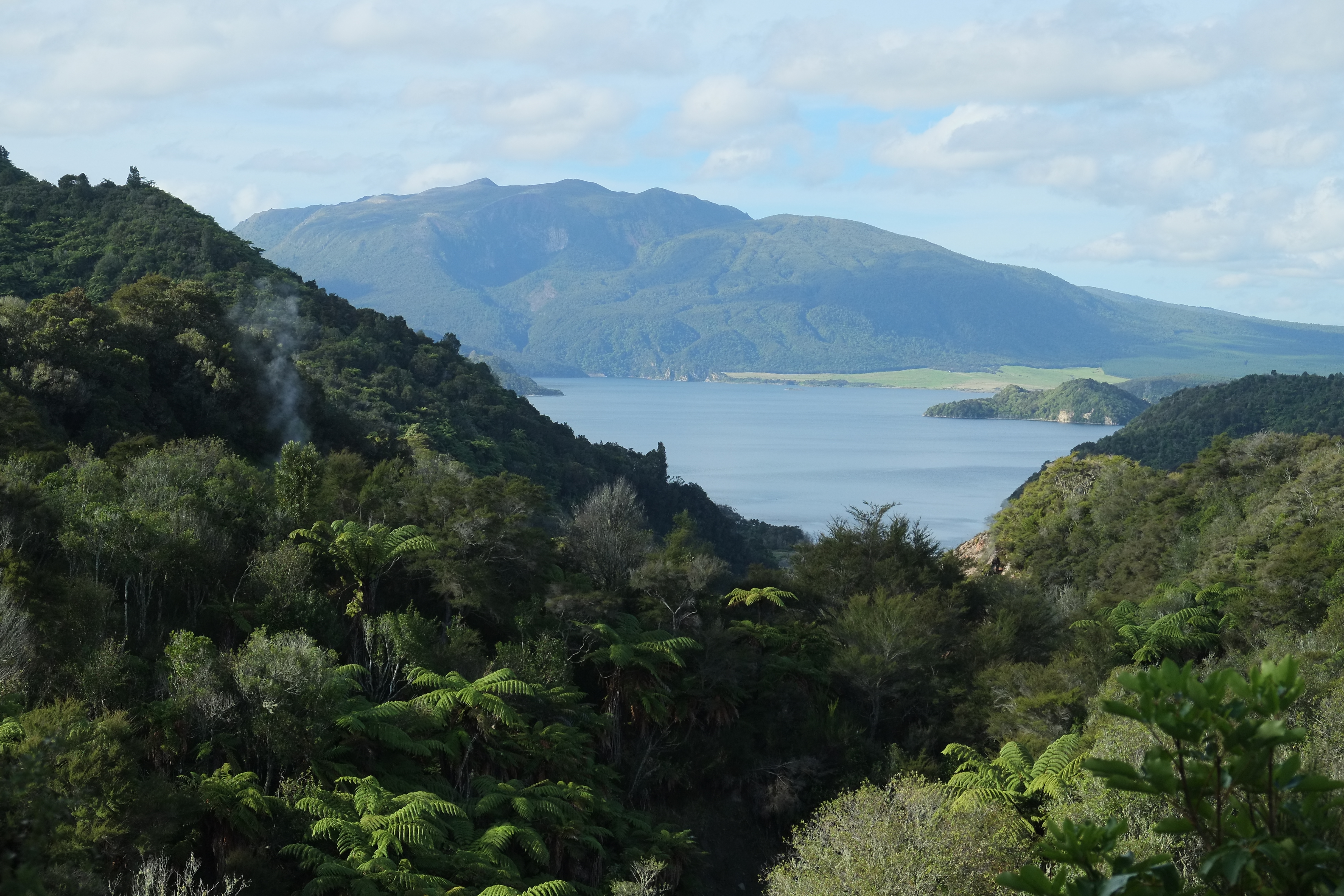
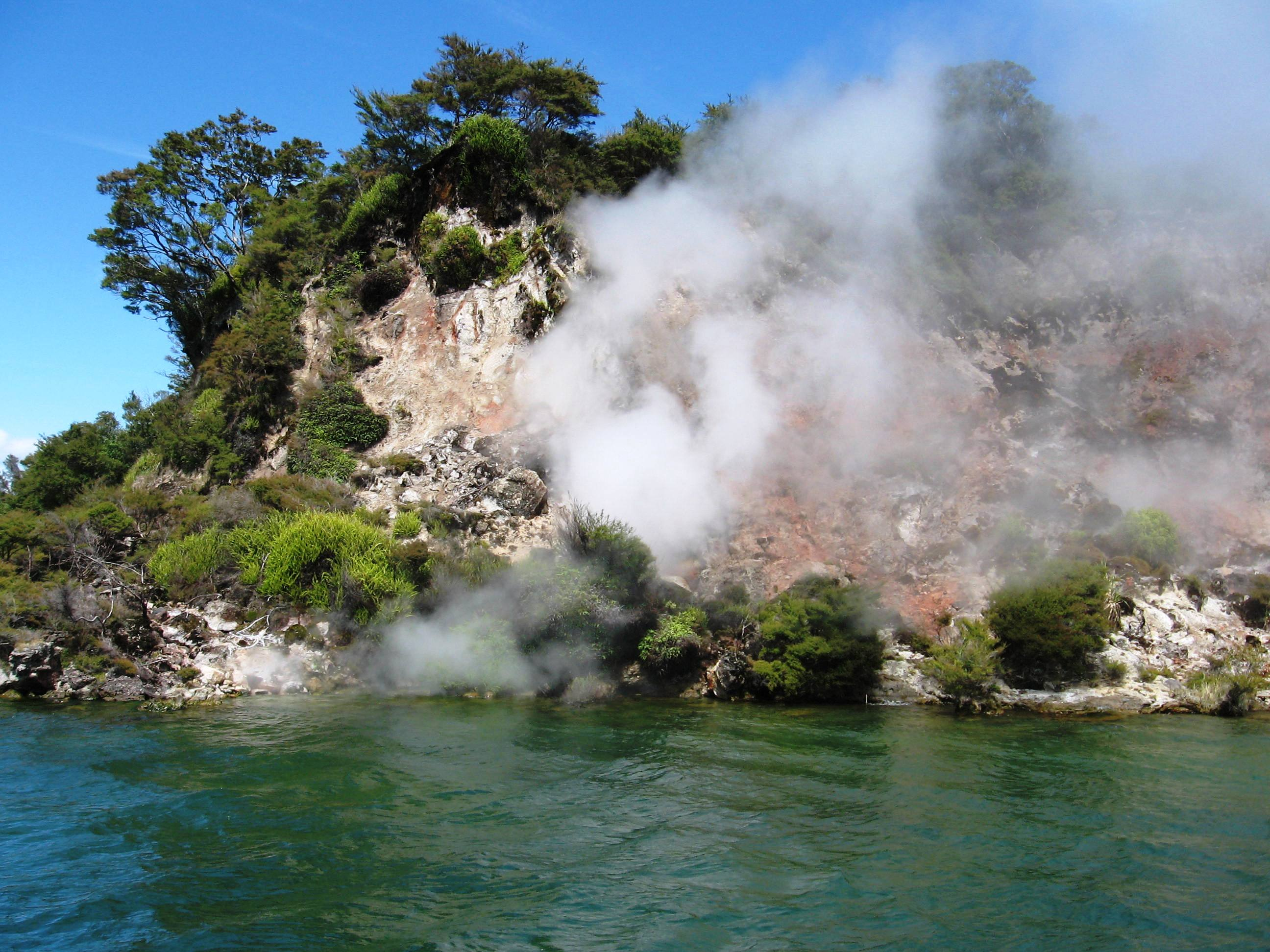
Terrazas rosas y blancas
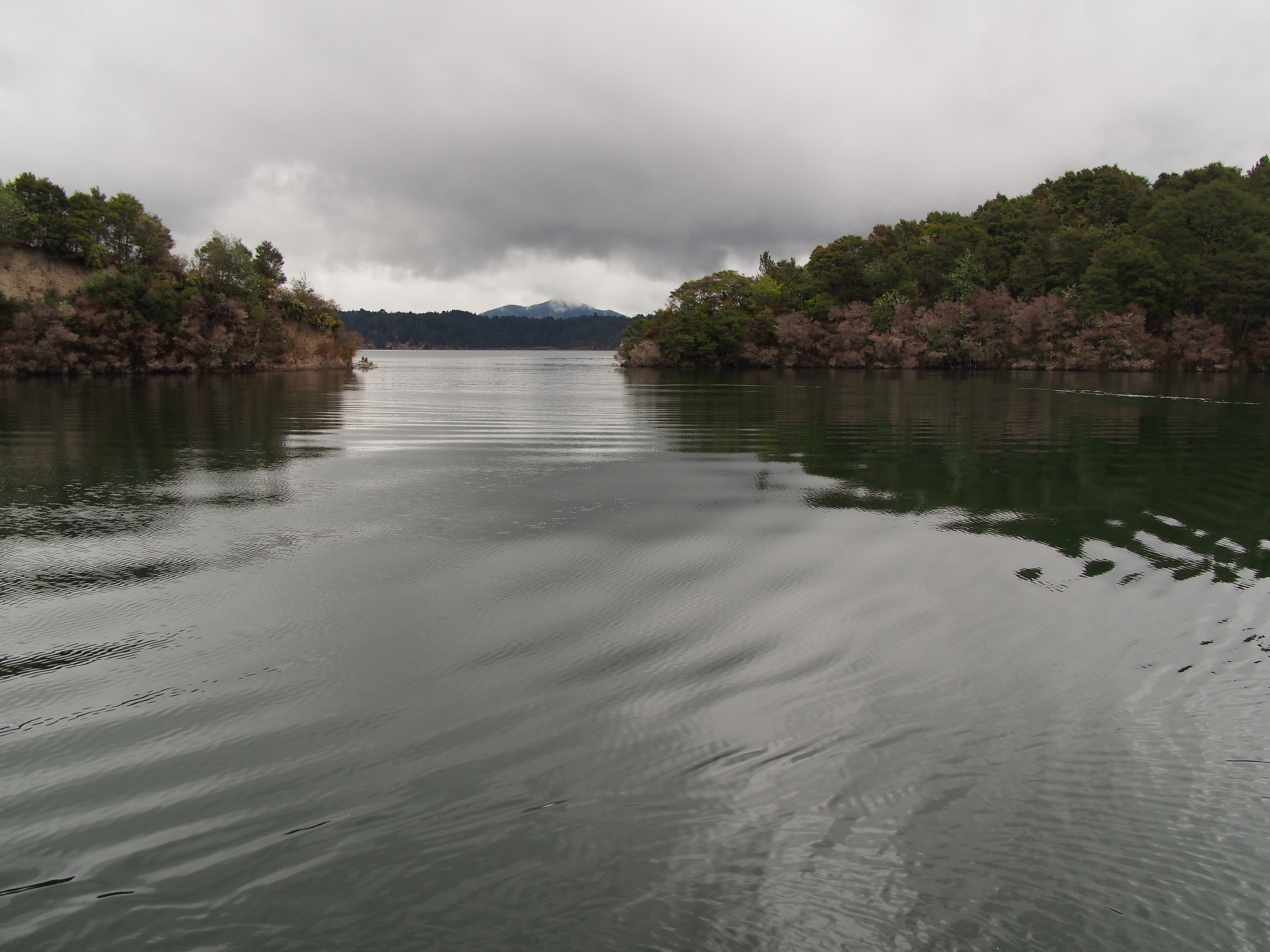